# Dendrocnide kjellbergii
Dendrocnide kjellbergii är en nässelväxtart som beskrevs av Chew. Dendrocnide kjellbergii ingår i släktet Dendrocnide och familjen nässelväxter. Inga underarter finns listade i Catalogue of Life.